# Közönséges spárga
A közönséges spárga (Asparagus officinalis) a spárgavirágúak (Asparagales) rendjébe és a spárgafélék (Aspargaceae) családjába tartozó faj. Népies nevei: csirág, nyúlárnyék.

## Származása, elterjedése
A spárga Európában és Ázsiában egyaránt őshonos, és mindkét kontinensen zömmel tenger- és folyópartokon él. Már az óegyiptomiak is ismerték, és az általuk termesztett spárgát Asparagus officinalisnak nevezték. Az ógörögök az általuk ismert másik spárgafajt, az Asparagus acutifoliust fogyasztották. Nevét is azóta használják, az "asparagos" szó ugyanis görögül fiatal hajtást, nyelet jelent. Első írásos nyoma Hippokratész munkájában lelhető föl az i. e. 460–370 körüli időből. Akkoriban főként gyógyhatása miatt tartották becsben, kevésbé volt mindennapi eledel. Ételalapanyagként a rómaiak kezdték használni, amiről a fennmaradt termesztési útmutató tanúskodik az idősebb Marcus Portius Cato (i. e. 200 körül) tollából. Kedvelt előétel volt.
Európában a spárga tudatos termesztése több évszázados múltra tekint vissza, a keresztes hadjáratokból visszatérők is hoztak magukkal spárgamagokat. A 16-17. századtól kezdve jelent meg mint termesztett kerti növény. Üzemi méretű termesztése az egyes földrészeken alig több mint 100 éve kezdődött el. A spárga, területét illetően, nem mondható jelentős zöldségnövénynek, de Európa egyes országaiban, újabban Japánban, Hongkongban, Szingapúrban is igen kedvelt, ezért kiváló exportnövény.

## A spárga Magyarországon
Magyarországon őshonos, de hasonlóan a többi európai országokhoz csak a 15–16. században ismerték fel és a 20. század elejéig a spárga csak a főúri kertek növénye volt. Lippay János az 1666-ban megjelent Posoni kert című könyvében már a következőket írja: "Spárga, igen kiűzi a vizelletet. Ha ennek gyökerét a fájó fogra teszik, megállíttya a fájdalmat. Sőt ha megszárazttyák, porrá törik, és azt a port a fognak üregében teszik, fájdalom nélkűl, mind gyökeresttűl kivonnya. Ha borba meg főzik, és megisszák, megronttya az ember veséjében a követ. Aki olajjal elegyített megtört spárgával megkeni magát, azt a méhek meg nem csípik."
Üzemi termesztése az 1920-as években alakult ki. Vetésterülete 400 hektárt ér el. A jó exportlehetőség következtében 1962-ben a spárga termőterülete 1180 hektárra növekedett, ami 1981-re 142 hektárra esett vissza. Hazánkban 2009-re a termőterülete megközelíti a 2000 hektárt, a termésmennyisége pedig 3000 t/év feletti.

## Növénytani leírása
A spárga évelő növény, telepítés után 15-20 évig képes teremni.
Bojtos gyökérzettel rendelkező növény. Gyökérzete raktározó és szívógyökerekből áll. Húsos gyökerei hengeresek, nem elágazóak, különböző hosszúságúak, némely egyedé elérheti a 3–4 m-t, vastagsága pedig a 10 mm-t is. A gyökeresedés mélysége 2,0–2,5 m. A teljes gyökérzet zöme 20–26 cm mélyen helyezkedik el. A spárga gyöktörzse megvastagodott földbeli hajtás, amelynek oldalából képződnek a húsos, hengeres gyökerek, amelyeket tárológyökereknek is neveznek. A tárológyökereken vékony, rostos szívógyökerek képződnek. Ezek feladata a tápanyagfelvétel.
Fiatal hajtásrendszere minden tavasszal a gyöktörzsből tör elő, sokszor bókoló, dúsan elágazó. A szár magassága 100–160 cm, de elérheti a 200 cm-t. A tövenkénti hajtások száma 10–12, de ennél több vagy kevesebb is lehet. A vegetációs időszakban megvastagodó hajtások elfásodnak, elágaznak. Ezeket spárgaszárnak nevezzük. A spárgaszárak talaj feletti vastagsága elérheti a 20–25 mm-t. Az elágazó szárakon található tűszerű képződmények, kladofillumok, szintén szárak, jóllehet a spárga növényen a levelek szerepét töltik be. A valódi levelek pikkelyszerű képződmények és a növény talaj feletti részének csak kisebb hányadát alkotják.
Kétlaki növény, egy növényen rendszerint csak hím vagy csak nővirágok képződnek. A virágok csöves harang formájúak, egyesével vagy kettesével állnak a szártagokon. Termése gömbölyű, vörös vagy barnásvörös, fénylő, kb. 8 mm átmérőjű bogyó. Magja fekete, átmérője 3–4 mm, vastagsága 2 mm. A magok gömbölyűek, egyik oldalukon kissé lapítottak. Ezermagtömege 18–22 g. Csírázóképességét száraz, hideg raktárban 3–4 évig megtartja.

## Termelése

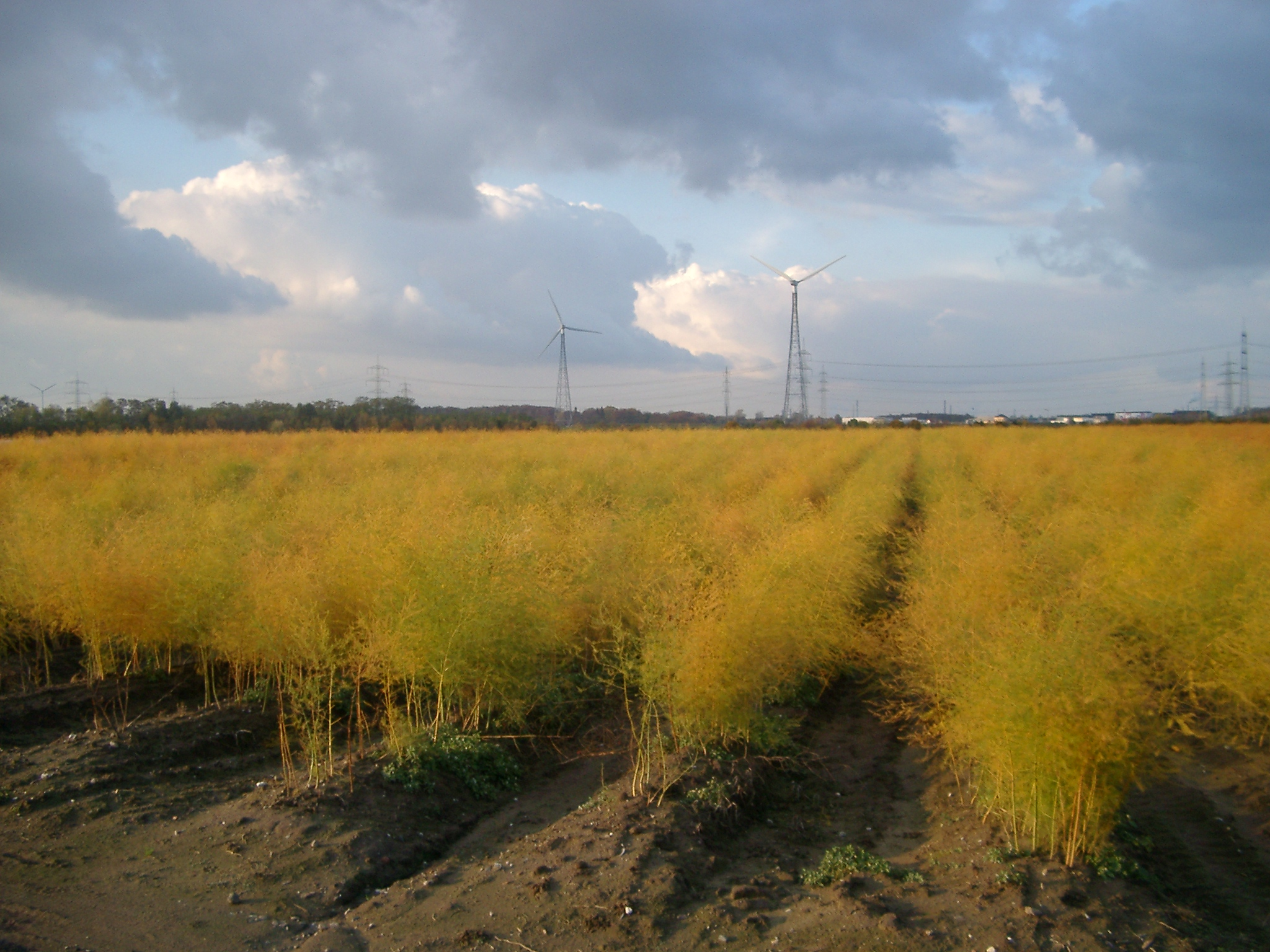
Spárgaföld Köln és Bonn között

2023-ban a spárgát 48 országban termesztették 1,6 millió hektár földterületen, és az éves termésmennyisége meghaladta a 8,5 millió tonnát. 2013 és 2023 között a spárga földterülete 1,4 millió hektárról 1,6 millió hektárra (14,3%) nőtt, míg a termésmennyisége 7,9 millió tonnáról 8,5 millió tonnára (7,6%) nőtt.
A világ legnagyobb spárga termelői közé tartozik Kína (86,5%), Peru (4,1%), Mexikó (4%), Németország (1,3%) és Olaszország (0,6%). Ezek az országok a 2023-as termelésük alapján az első öt helyen álltak. 2023-ban Kína egymaga az éves termés több mint kétharmadát (86,5%) adta a világ spárga termelésének.
Legnagyobb exportáló országok Mexikó (37,5%), Peru (30,9%) és Spanyolország (9,8%), míg a legnagyobb importországok az Egyesült Államok (46,3%), Németország (6,9%) és Spanyolország (5,4%).
2023-ban Magyarország 4960 tonna spárgát termelt, így a 48 országból a 19. legnagyobb spárgatermelő volt. Magyarország főleg Spanyolországból (33,2%), Németországból (30,8%) és Ausztriából (25,9%) importált spárgát. A behozott, valamint a megtermelt spárga egy részét tovább értékesítette az ország, főleg Németország (28,6%), Svájc (24,2%) és Szlovákia (18,8%) felé.

## Felhasználása
| Energia 20 kcal 85 kJ |        |
| Szénhidrátok | 3.88 g |
| - Cukrok 1.88 g |        |
| - Étkezési rostok 2.1 g |        |
| Zsír | 0.12 g |
| Fehérje | 2.20 g |
| Tiamin (B1-vitamin) 0.143 mg | 12%    |
| Riboflavin (B2-vitamin) 0.141 mg                                                                                                | 12%    |
| Niacin (B3-vitamin) 0.978 mg | 7%     |
| Pantoténsav (B5-vitamin) 0.274 mg                                                                                               | 5%     |
| B6-vitamin 0.091 mg | 7%     |
| Folsav (B9-vitamin) 52 μg | 13%    |
| C-vitamin 5.6 mg | 7%     |
| Kalcium 24 mg | 2%     |
| Vas 2.14 mg | 16%    |
| Magnézium 14 mg | 4%     |
| Foszfor 52 mg | 7%     |
| Kálium 202 mg | 4%     |
| Cink 0.54 mg | 6%     |
| A százalékos értékek az amerikai felnőttek számára javasolt napi mennyiségre (RDA) vonatkoznak. Forrás: USDA tápanyag adatbázis |        |

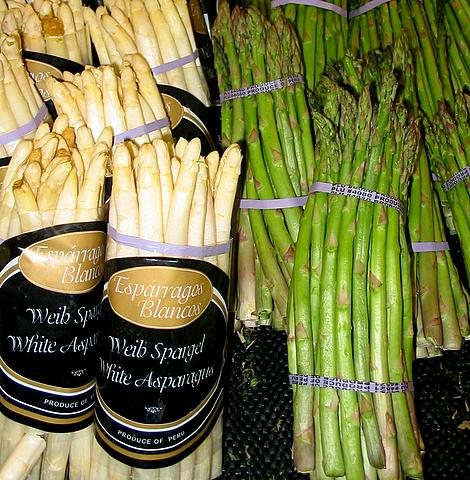
Halványított és zöld spárga értékesítésre készen

Zsenge, megvastagodott hajtásai fogyaszthatóak. Színe alapján megkülönböztetünk halványított (halványító, vagy fehér), lila és zöld spárgát.
A növény szárát jól emészthető rostok alkotják. A hajtások A-, B1-, B2-, C- és E-vitaminban, folsavban gazdagok. Zsírtartalma jelentéktelen, nem tartalmaz koleszterint. Sok értékes aminosavat, köztük aszparaginsavat is tartalmaz, kalóriatartalma azonban csekély. Miután a hajtások nagy része, 93-95 százaléka víz, a maradék szárazanyag kevés kalóriát képvisel. 100 gramm spárgába mindössze 20 kalória szorult. Kifejezetten kevés benne a cukor, 100 grammban összesen 4 gramm szénhidrát van.
Tartalmaz kalciumot, foszfort, vasat, sok káliumot, viszont nátriumtartalma alacsony. A nyomelemek közül ónt, szilíciumot, molibdént. A zöld klorofillban gazdag, több benne a C-vitamin és a karotin, mint a halványított változatában, ezért táplálékként is értékesebb.
Emellett a zöldspárga, szemben a halványítottal, tartalmaz 0,03-0,06% rutint és 25 mg protodioscint.

### Gyógyhatása
Gyógynövényként több évszázada számon tartják. Elsősorban vízhajtó és vesekő-eltávolító hatása ismert, vízhajtóként áttételesen a szívet tehermentesítve a keringésre is jótékony hatással van. Ugyancsak vízhajtó tulajdonságával van összefüggésben, hogy segíti a szervezet méregtelenítését. Szárított porát fogfájás kezelésére is használták. Kedvezően hat a belső elválasztású mirigyek működésére, és enyhe hashajtó hatású.
A nyers spárgalé is egészséges, 4-5 hajtásból zöldségcentrifugával félcsészényi nyerhető. Túlzott fogyasztása nem javasolt köszvényes és veseköves, illetve erre hajlamos emberek részére.
Nagyobb mértékben még az érszűkületre is jó hatással van[forrás?]